# Сисюк, Лидия Фёдоровна
Лидия Фёдоровна Сисюк (29 июля 1924 — 26 апреля 2000) — передовик советского сельского хозяйства, трактористка колхоза «Знамя коммунизма» Михайловского района Запорожской области, Герой Социалистического Труда (1971).

## Биография
Родилась 29 июля 1924 года в селе Михайловка, ныне посёлок городского типа в Запорожской области в Украине в украинской семье.
С 1940 года стала трудиться трактористкой в колхозе "Знамя коммунизма" Михайловского района Запорожской области Украинской ССР.  
В 1964 году была удостоена почётного звания "Ударник коммунистического труда". В 1969 и 1979 году стала победителем колхозного соревнования на звание лучший пахарь. Было посчитано, что за пять трудовых лет работе на тракторе Лидия Фёдоровна вспахала 5120 гектаров условной пахоты при обязательстве 4000 гектаров. Сэкономила 1340 килограмм топлива и 1359 рублей на ремонте и обслуживании техники. Среднесуточная выработка составила 4,02 гектара при плане 3 гектара.
Была участницей выставки достижений народного хозяйства, удостоилась награждением медалями.   
«За выдающиеся успехи, достигнутые в развитии сельскохозяйственного производства и выполнении пятилетнего плана продажи государству продуктов земледелия и животноводства», указом Президиума Верховного Совета СССР от 8 апреля 1971 года Лидии Фёдоровне Сисюк было присвоено звание Героя Социалистического Труда с вручением ордена Ленина и медали «Серп и Молот». 
Продолжала и дальше трудиться в сельском хозяйстве. Осенью 1971 года стала лучшим пахарем Михайловского района и завоевала второе почётное место в Запорожской области. Работала трактористкой до выхода на заслуженный отдых.  
Была делегатом 3-го Всесоюзного съезда колхозников. Была участницей встречи с женщинами-механизаторами в редакции журнала "Советская женщина". 
Проживала в посёлке Михайловка Запорожской области. Умерла 26 апреля 2000 года.

## Награды
За трудовые успехи была удостоена:
- золотая звезда «Серп и Молот» (08.04.1971);
- орден Ленина (08.04.1971);
- Орден Октябрьской Революции (08.12.1973);
- Орден Знак Почёта (19.04.1966);
- другие медали.